# Medora (Illinois)
Medora és una població dels Estats Units a l'estat d'Illinois. Segons el cens del 2000 tenia 501 habitants.

## Demografia
Segons el cens del 2000, Medora tenia 501 habitants, 175 habitatges, i 131 famílies. La densitat de població era de 624 habitants/km².
Dels 175 habitatges en un 42,3% hi vivien nens de menys de 18 anys, en un 61,1% hi vivien parelles casades, en un 9,7% dones solteres, i en un 25,1% no eren unitats familiars. En el 23,4% dels habitatges hi vivien persones soles el 14,9% de les quals corresponia a persones de 65 anys o més que vivien soles. El nombre mitjà de persones vivint en cada habitatge era de 2,86 i el nombre mitjà de persones que vivien en cada família era de 3,39.
Per edats la població es repartia de la següent manera: un 32,7% tenia menys de 18 anys, un 9% entre 18 i 24, un 26,7% entre 25 i 44, un 19,4% de 45 a 60 i un 12,2% 65 anys o més.
L'edat mediana era de 32 anys. Per cada 100 dones de 18 o més anys hi havia 88,3 homes.
La renda mediana per habitatge era de 26.583 $ i la renda mediana per família de 28.750 $. Els homes tenien una renda mediana de 35.000 $ mentre que les dones 19.063 $. La renda per capita de la població era d'11.052 $. Aproximadament el 10% de les famílies i el 12,4% de la població estaven per davall del llindar de pobresa.

## Poblacions més properes
El següent diagrama mostra les poblacions més properes.